# ハワイ基本法

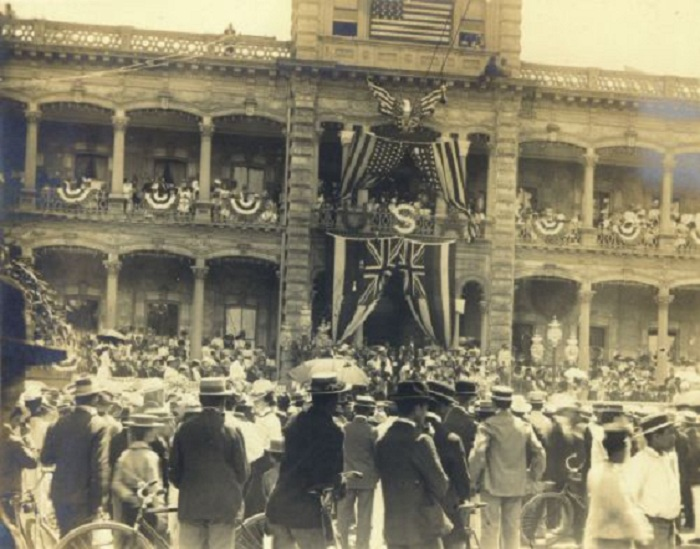
1900年6月14日、ホノルルのイオラニ宮殿で開催された合衆国編入記念式典

ハワイ基本法（ハワイきほんほう、英語: Hawaiian Organic Act; Pub.L. 56–339, 31 Stat. 141 1900年4月30日制定）は、ハワイ準州を設立し、同準州の憲法と政府を定めるため、アメリカ合衆国議会で制定されたアメリカ合衆国の基本法である。この法律は、1959年8月21日、ハワイ州が州として連邦政府に承認された際、ハワイ州承認法に置き換えられた。

## 背景
ハワイ島に、ポリネシア人がカヌーで辿り着き、他のハワイの島々に広がっていった。イギリスの海洋探検家ジェームズ・クックが第3回目の航海（1776年〜1780年）で接触してから、ハワイ諸島は認知されるようになり、ヨーロッパ人が来住するようになり、フランス政府はその影響でハワイ諸島に興味を持ち、カトリックを定着させようとした。その後、ハワイ王国はアメリカの影響を受け、貿易関係を結ぶようになり、1893年にハワイ王国が崩壊した後、ハワイ共和国政府はアメリカへの併合を働きかけた。ウィリアム・マッキンリー大統領によって併合が承認され、1898年8月12日にハワイはアメリカ合衆国の領土の一部として編入され、1900年4月にはハワイ準州となった。

## 総則

### 州都
この法律では、オアフ島のホノルルをハワイ準州の州都とすることが定められた。

### 市民権
この法律では、1898年8月12日以前にハワイ共和国の市民であった者は、米国の市民権を有し、1898年8月12日以降にハワイ諸島に居住した米国市民がハワイ準州の市民になるためには、そこに居住しなければならないとされた。

### 廃止された役職
かつてハワイ共和国に存在した一部の役職は廃止され、新しく設置された。廃止された役職には、ハワイ共和国大統領、外務大臣、内務大臣、財務大臣、教育大臣、監査長官、監査副長官、測量監督、連邦保安官、副連邦保安官などがある。

## 立法府

### 法律
ハワイ共和国で施行されているすべての法律は継続され、訴訟はハワイ準州の名の下に行われるとされた。また、この法律では、「1898年8月12日以降に結ばれた契約は、米国議会により法的拘束力が失われたため、無効となり終了する。」とされた。
第67条について、第二次世界大戦中、戒厳令が実際にどのようなことを可能にするのか、より具体的には、民間人を軍事法廷で裁くことができるのかどうか、米国最高裁判所の検討対象となった。第67条は、ハワイ共和国憲法（1895年）の第31条に由来しており、併合に反対する「不誠実な臣民」に対したもので、政治的状況がいかに早く変化するかを示すこととなった。

### 選挙
選挙は11月の第2火曜日に行われ、知事は30日前に特別な要請をすることで選挙を早めることができた。

### 汚職
賄賂を受け取ったり、その他あらゆる種類の汚職に手を染めた公職者は、恩赦を受け、公民権が回復しない限り、参政権が廃止され、いかなる政府機関にも立候補ができなくなった。

### 議員に対する民事上の処分
下院、上院のいずれかの議員に暴行、拘禁、危害を加えた場合、違反者は罰金または最大30日の拘禁が科せられた。議員の家族に暴力を振るったり、脅したりした場合も同様の措置が科せられた。

### 議員に対する給与
議員は、出席した各議会に対して給与として1000ドルが支払われた。議会はその支払いを米国財務省から行う義務があり、出席のため、長距離を移動する必要がある議員には、1マイルにつき20セントのボーナスが支払われた。また、特別会期への参加を希望する議員には、最後に500ドルのボーナスが支払われた。

### 議員に対する処罰と特権
乱暴な振る舞いや職務怠慢を行った議員は、問責や弾劾を受けることがあった。どの議員も、院外免責特権と不逮捕特権を有していたが、その犯罪に反逆、重罪、または平和の破壊が含まれていた場合はこの限りではなかった。

## 上院議会

### 上院の設置
上院議員は25名で、任期は4年とされた。上院議員が死亡または辞職した場合は、特別選挙または総選挙によって後任の議員が任命された。

### 選挙区
アメリカ合衆国政府により6つの選挙区を設けられた。
1. 第１区 – ハワイ島のプナ、ヒロ、ハマクア
2. 第２区 – カウ、コナ、コハラ
3. 第３区 – マウイ島、モロカイ島、ラナイ島、カホオラウェ島
4. 第４区 – オアフ島の、Nuʻuanu StreetとPali Roadの東と南、ヌウアヌパリからマカプウ・ポイントまでのコオラウ山脈の尾根
5. 第５区 – 第４区以外のオアフ島
6. 第６区 – カウアイ島、ニイハウ島

### 被選挙権
上院議員は、米国市民であること、30歳以上であること、ハワイに3年以上居住していることが被選挙権の条件となった。1900年に制定された原文では、上院議員は「米国の男性市民でなければならない」と規定されており、この性別による条件は1922年まで有効だった。

## 下院議会

### 下院の設置
下院議員は51名で、それぞれの選挙区から選出され、任期は次の総選挙までとされた。議員に空席が生じた場合には、特別選挙によって後任の議員が任命された。

### 選挙区
アメリカ合衆国政府により18つの選挙区を設けられた。
1. 第１区 – プナ １名
2. 第２区 – 南ヒロ地区 ４名
3. 第３区 – 北ヒロ地区、ハマクア １名
4. 第４区 – カウ、サウス・コナ地区、ノース・コア地区のケアウホウ １名
5. 第５区 – コハラと第４区以外のノース・コナ地区 １名
6. 第６区–  モロカイ島、ラナイ島 １名
7. 第７区 – マウイ島、カホオラウェ島 ５名
8. 第８区 – オアフ島の、コオラウポコ、コオラウロア ２名
9. 第９区 – オアフ島の、ワイアルア、ワヒアワ ２名
10. 第１０区 – オアフ島の、エワ、ワイアナエ ２名
11. 第１１区 – オアフ島の、カリヒ ３名
12. 第１２区–  オアフ島の、ヌウアヌ  ３名
13. 第１３区 – オアフ島の、パラマ  ３名
14. 第１４区 – オアフ島の、パウオア  ５名
15. 第１５区 – オアフ島の、マノア、ワイキキ ６名
16. 第１６区 – オアフ島の、カイムキ、カパフル ４名
17. 第１７区 – 残りのオアフ島  ３名
18. 第１８区 – カウアイ島、ニイハウ島 ４名

### 被選挙権
下院議員は、米国市民であること、25歳以上であること、ハワイに3年以上居住していることが被選挙権の条件となった。1900年に制定された原文では、上院議員は「米国の男性市民でなければならない」と規定されており、この性別による条件は1922年まで有効だった。